# Episiphon kiaochowwanense
Episiphon kiaochowwanense is een Scaphopodasoort uit de familie van de Gadilinidae. De wetenschappelijke naam van de soort is voor het eerst geldig gepubliceerd in 1950 door Tchang & Tsi.